# Barrier Highway
Pour les articles homonymes, voir Barrier.
La Barrier Highway  est un axe routier australien long de 1007 km situé en Nouvelle-Galles du Sud et Australie-Méridionale et signalé comme A32 en Australie-méridionale et route 32 en Nouvelle-Galles du Sud.

Tracé de la Barrier Highway.

La Barrier Highway commence à Nyngan où elle quitte la Mitchell Highway. Elle se dirige vers l'ouest passe Hermidale et Boppy Mountain pour arriver à Cobar, une ville minière. Elle continue alors vers Wilcannia où elle traverse la rivière Darling. Plus à l'ouest, elle traverse Broken Hill avant d'entrer en Australie-Méridionale, en se dirigeant vers le sud-ouest et Adélaïde. Elle rejoint la Main North Road à Giles Corner entre Riverton et Tarlee. La route A32 se poursuit par une portion appelée Main North Road jusqu'à Gawler où elle rejoint la Sturt Highway.
Les régions traversées par la Barrier Highway sont très désertiques.

## Principales intersections et villes sur le trajet
| Barrier Highway |                             |                             |                                                         |
| Vers l'Ouest | Distance à Adélaïde (km)    | Distance à Broken Hill (km) | Vers l'Est                                              |
| T-intersection Main North Road vers Tarlee, Gawler et Adélaïde Main North Road vers Clare, Jamestown et Port Augusta    |                             |                             |                                                         |
| Fin de la Barrier Highway                                                                                               | 85                          | 424                         | Début de la Barrier Highway                             |
| Riverton | 93                          | 416                         | Riverton                                                |
| continue vers la | 102                         | 407                         | Saddleworth                                             |
| Marrabel, Eudunda Marrabel Road                                                                                         | 102                         | 407                         | Marrabel, Eudunda Marrabel Road                         |
| Marrabel, Eudunda Marrabel Road                                                                                         | 102                         | 407                         | en double avec la                                       |
| Saddleworth | 103                         | 406                         | Auburn, Port Wakefield Auburn Road                      |
| en double avec la | 103                         | 406                         | Auburn, Port Wakefield Auburn Road                      |
| Auburn, Port Wakefield Auburn Road                                                                                      | 103                         | 406                         | continue vers la                                        |
| Manoora | 112                         | 397                         | Manoora                                                 |
| BURRA RAIL LINE | 113                         | 396                         | BURRA RAIL LINE                                         |
| Farrell Flat, Clare Farrell Flat Road                                                                                   | 142                         | 367                         | Farrell Flat Farrell Flat Road                          |
| Burra | 155                         | 354                         | Burra                                                   |
| continue vers la | 157                         | 352                         | Morgan, Waikerie Spalding Burramble-Morgan Road         |
| Morgan, Waikerie Spalding Burramble-Morgan Road                                                                         | 157                         | 352                         | en double avec la                                       |
| en double avec la | 163                         | 346                         | Spalding, Crystal Brook Ford Road                       |
| Spalding, Crystal Brook Ford Road                                                                                       | 163                         | 346                         | continue vers la                                        |
| Jamestown Tommy Gap Road                                                                                                | 187                         | 322                         | Hallett (en)                                            |
| Hallett (en) | 187                         | 322                         | Jamestown Tommy Gap Road                                |
| Jamestown, Gladstone (en) Jamestown-Whyte Yarcowie Road                                                                 | 209                         | 300                         | Whyte Yarcowie                                          |
| Whyte Yarcowie | 209                         | 300                         | Jamestown, Gladstone (en) Jamestown-Whyte Yarcowie Road |
| Terowie | 218                         | 291                         | Terowie                                                 |
| Peterborough Terowie Road                                                                                               | 221                         | 288                         | Peterborough Terowie Road                               |
| Peterborough, Orroroo, Port Augusta Wilmington-Ucolta Road                                                              | 241                         | 268                         | Peterborough, Orroroo Wilmington-Ucolta Road            |
| CRYSTAL BROOK-BROKEN HILL RAIL LINE                                                                                     | 243                         | 266                         | CRYSTAL BROOK-BROKEN HILL RAIL LINE                     |
| Waukaringa Yunta-Waukaringa Road                                                                                        | 313                         | 196                         | Yunta                                                   |
| Yunta | 313                         | 196                         | Waukaringa Yunta-Waukaringa Road                        |
| Manna Hill | 356                         | 153                         | Manna Hill                                              |
| Olary | 394                         | 115                         | Olary                                                   |
| CRYSTAL BROOK-BROKEN HILL RAIL LINE                                                                                     | 427                         | 82                          | CRYSTAL BROOK-BROKEN HILL RAIL LINE                     |
| CRYSTAL BROOK-BROKEN HILL RAIL LINE                                                                                     | 460.5                       | 48.5                        | CRYSTAL BROOK-BROKEN HILL RAIL LINE                     |
| Cockburn (en) | 462.5                       | 46.5                        | Cockburn (en)                                           |
| Début | 463                         | 46                          | Fin                                                     |
| AUSTRALIE MÉRIDIONALE Frontière NOUVELLE-GALLES DU SUD                                                                  |                             |                             |                                                         |
| Fin | 463                         | 46                          | Début                                                   |
| Silverton Brookfield Avenue                                                                                             | 509                         | 0                           | Broken Hill                                             |
| Silverton Brookfield Avenue                                                                                             | 509                         | 0                           | Silverton Brookfield Avenue                             |
| Vers l'Ouest | Distance à Adélaïde(km)     | Distance à Sydney(km)       | Vers l'Est                                              |
| continue vers la | 511                         | 1160                        | Milparinka, Tibooburra Silver City Highway              |
| Milparinka, Tibooburra Silver City Highway                                                                              | 511                         | 1160                        | en double avec la                                       |
| duplexes with | 512.5                       | 1158.5                      | Wentworth, Mildura, Melbourne Silver City Highway       |
| Wentworth, Mildura, Melbourne Silver City Highway                                                                       | 512.5                       | 1158.5                      | continue vers la                                        |
| Vers l'Ouest | Distance à Broken Hill (km) | Distance à Sydney (km)      | Vers l'Est                                              |
| Menindee Menindee Road                                                                                                  | 0                           | 1158                        | Menindee Menindee Road                                  |
| Broken Hill | 0                           | 1158                        | Menindee Menindee Road                                  |
| White Cliffs Opal Miners Way                                                                                            | 194.5                       | 963.5                       | White Cliffs Opal Miners Way                            |
| Wanaaring Wilcannia-Wannaring Road                                                                                      | 195.3                       | 962.7                       | Wilcannia                                               |
| Wanaaring Wilcannia-Wannaring Road                                                                                      | 195.3                       | 962.7                       | Wanaaring Wilcannia-Wannaring Road                      |
| Menindee Menindee-Wilcannia Road                                                                                        | 195.4                       | 962.6                       | Menindee Menindee-Wilcannia Road                        |
| Wilcannia | 195.4                       | 962.6                       | Menindee Menindee-Wilcannia Road                        |
| DARLING RIVER | 195.5                       | 962.5                       | DARLING RIVER                                           |
| Louth, Bourke Wilcannia-Bourke Road                                                                                     | 202                         | 956                         | Louth, Bourke Wilcannia-Bourke Road                     |
| Ivanhoe, Hay Cobb Highway                                                                                               | 215                         | 943                         | Ivanhoe, Hay, Melbourne Cobb Highway                    |
| Ivanhoe Cobar-Belarabon Road                                                                                            | 446                         | 712                         | Ivanhoe Cobar-Belarabon Road                            |
| Cobar | 456                         | 702                         | Cobar                                                   |
| continue vers la | 456.5                       | 701.5                       | Bourke, Charleville Kidman Way                          |
| Bourke, Charleville Kidman Way                                                                                          | 456.5                       | 701.5                       | duplexes with                                           |
| en double avec la | 457                         | 701                         | Hillston, Condobolin, Griffith Kidman Way               |
| Hillston, Condobolin, Griffith Kidman Way                                                                               | 457                         | 701                         | continue vers la                                        |
| Canbelego, Nymagee Gilgunnia-Canbelego Road                                                                             | 500                         | 658                         | Canbelego, Nymagee Gilgunnia-Canbelego Road             |
| NYNGAN-COBAR RAIL LINE                                                                                                  | 524                         | 634                         | NYNGAN-COBAR RAIL LINE                                  |
| Nymagee Hermidale-Nymagee Road                                                                                          | 542                         | 616                         | Hermidale                                               |
| Hermidale | 542                         | 616                         | Nymagee Hermidale-Nymagee Road                          |
| Nymagee Gilgai Road | 566                         | 598                         | Miandetta                                               |
| Miandetta | 566                         | 598                         | Nymagee Gilgai Road                                     |
| NYNGAN-COBAR RAIL LINE                                                                                                  | 583                         | 575                         | NYNGAN-COBAR RAIL LINE                                  |
| Début de la Barrier Highway                                                                                             | 586                         | 572                         | Nyngan                                                  |
| Début de la Barrier Highway                                                                                             | 586                         | 572                         | Fin de la Barrier Highway                               |
| T-intersection Mitchell Highway' vers Bourke, Charleville et Augathella Mitchell Highway vers Dubbo, Bathurst et Sydney |                             |                             |                                                         |

## Galerie

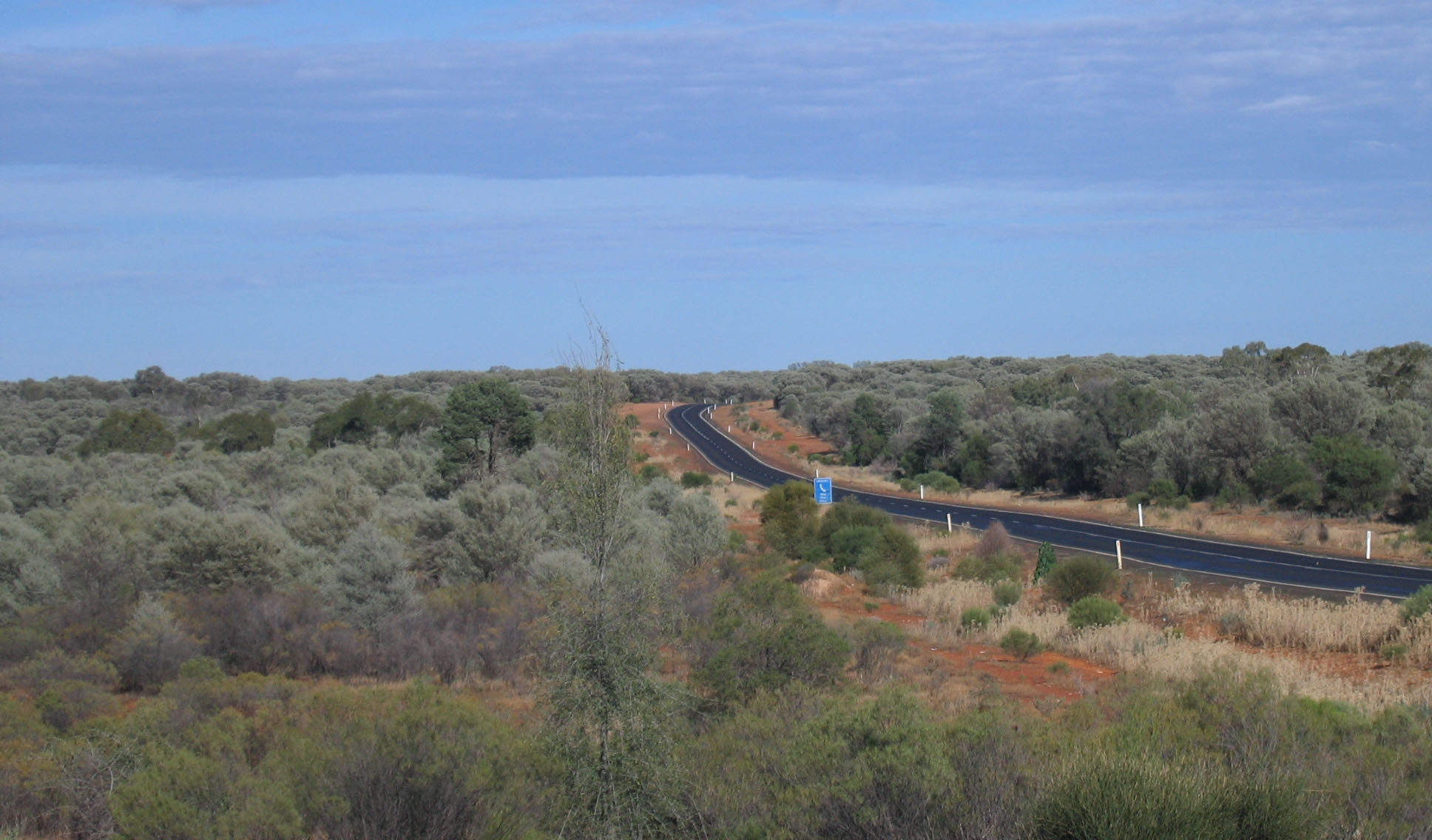
La Barrier Highway près de Cobar
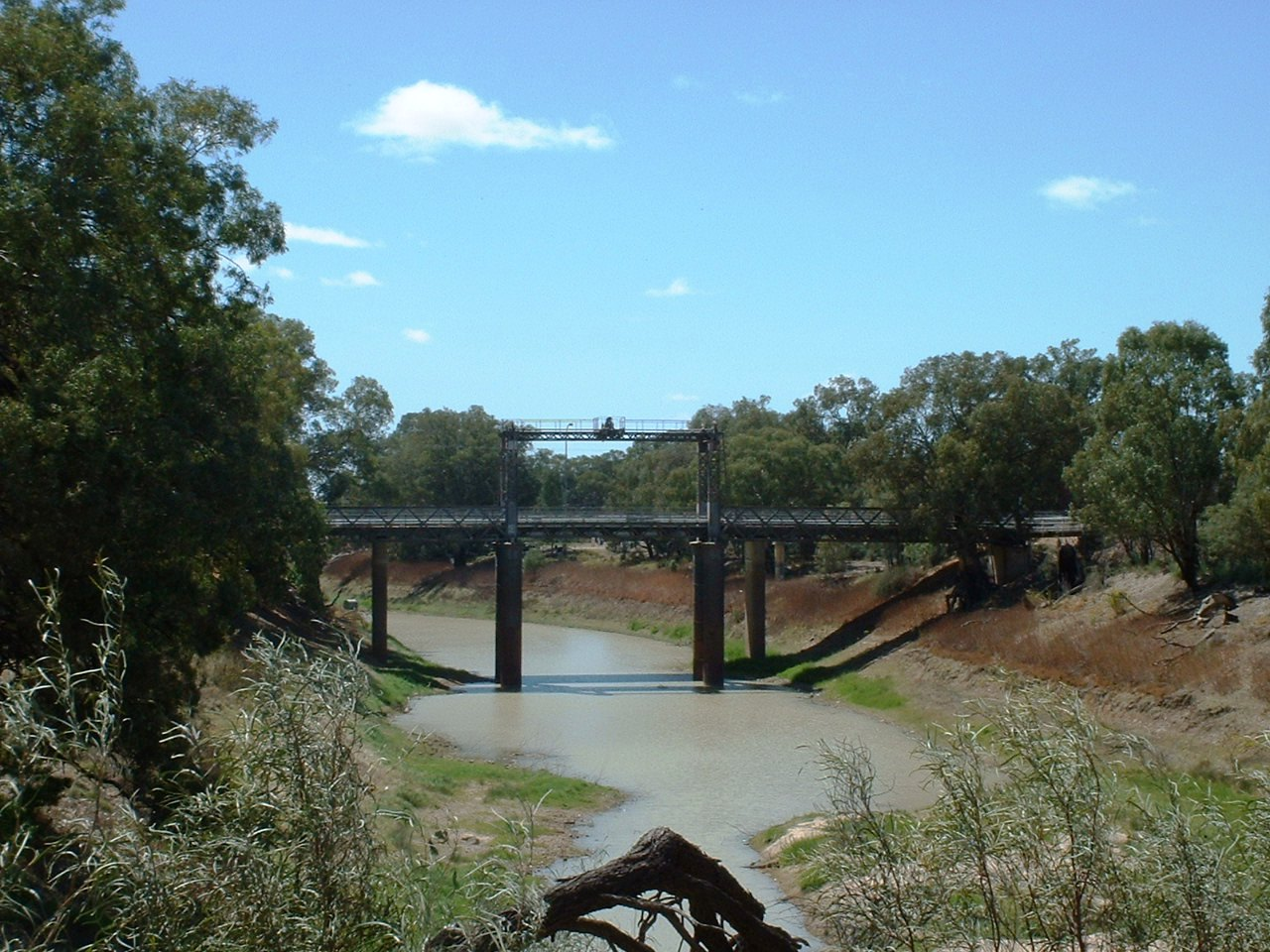
Le pont sur la rivière Darling près de Wilcannia.